# Aequatoriella bifaria
Aequatoriella bifaria là một loài Rêu trong họ Thuidiaceae. Loài này được (Bosch & Sande Lac.) Touw mô tả khoa học đầu tiên năm 2001.